# Glyptomorpha roborowskii
Glyptomorpha roborowskii är en stekelart som först beskrevs av Kokujev 1907.  Glyptomorpha roborowskii ingår i släktet Glyptomorpha och familjen bracksteklar. Inga underarter finns listade i Catalogue of Life.